# Yottabyte
Yottabyte (YB) är en informationsenhet samt en multipel av byte. Namnet kommer av SI-prefixet yotta (Y), för en kvadriljon, och byte (B).
Enheten används i två skilda betydelser:
- 1 000 000 000 000 000 000 000 000 (1024 = 10008) byte
- 1 208 925 819 614 629 200 000 000 (280 = 10248) byte

Enligt definition av SI och IEC motsvarar en yottabyte det förstnämnda värdet, då det är överensstämmande med värdet av tidigare nämnt SI-prefix. Det vanligaste och allmänt accepterade värdet är dock det sistnämnda. För att minimera förvirring bland de två olika värdena kan dock det sistnämnda värdet definieras som en yobibyte (YiB).